# Nippo-Vini Fantini-Faizanè
El Nippo-Vini Fantini-Faizanè (codi UCI: NIP) és un equip ciclista italià professional en ruta, de categoria Continental Professional.
L'origen està el 2008 en l'equip serbi Centri della Calzatura. A partir de l'any següent ja va tenir llicència italiana i va anar canviat els noms. Per altra banda l'empresa japonesa Nippo, que ja havia patrocinat un equip ciclista homòmim el 2010, va voler continuar estant vinculada al ciclisme i el 2011 es va associar a la formació italiana, que passa a anomenar-se D'Angelo & Antenucci-Nippo. De 2012 a 2014 va competir amb llicència japonesa per recuperar la italiana el 2015.

## Principals resultats

### Curses per etapes
- Volta a Hokkaidō: Miguel Ángel Rubiano (2011), Maximiliano Richeze (2012), Riccardo Stacchiotti (2015)
- Volta al Japó: Fortunato Baliani (2012, 2013)
- Tour de Langkawi: Julián Arredondo (2013)
- Tour de Corea: Grega Bole (2016)
- Japan Cup: Marco Canola (2017)
- Coppa Sabatini: Juan José Lobato (2018)

### Grans Voltes
- Giro d'Itàlia
  - 2 participacions (2015, 2016)

- Tour de França
  - 0 participacions

- Volta a Espanya
  - 0 participacions

## Composició de l'equip
| \| Llista de l'equip 2015 \| Llista de l'equip 2015 \| Llista de l'equip 2015 \| Llista de l'equip 2015 \| \| Ciclista \| Data de naixement \| Equip previ \| \| \| ---------------------------------------------- \| ---------------------- \| ----------------------------------- \| ---------------------- \| \| Giacomo Berlato \| 5 de febrer de 1992 \| Zalf Euromobil Désirée Fior (2014) \| \| \| Alessandro Bisolti \| 7 de març de 1985 \| Idea (2012) \| \| \| Didier Chaparro (16 de abr–31 de des) \| 7 de juliol de 1987 \| \| \| \| Daniele Colli \| 19 de abril de 1982 \| Neri Sottoli (2014) \| \| \| Damiano Cunego \| 19 de setembre de 1981 \| Lampre-Merida (2014) \| \| \| Pierpaolo De Negri \| 5 de juny de 1986 \| Vini Fantini-Selle Italia (2013) \| \| \| Iuri Filosi \| 17 de gener de 1992 \| Colpack (2014) \| \| \| Eduard-Michael Grosu \| 4 de setembre de 1992 \| \| \| \| Manabu Ishibashi \| 30 de novembre de 1992 \| \| \| \| Shiki Kuroeda \| 8 de gener de 1992 \| \| \| \| Alessandro Malaguti \| 22 de setembre de 1987 \| Androni Giocattoli-Venezuela (2013) \| \| \| Nicolas Marini \| 29 de juliol de 1993 \| Zalf Euromobil Désirée Fior (2014) \| \| \| Antonio Nibali \| 23 de setembre de 1992 \| Marchiol Emisfero (2014) \| \| \| Mattia Pozzo \| 26 de gener de 1989 \| Southeast (2015) \| \| \| Riccardo Stacchiotti \| 8 de novembre de 1991 \| \| \| \| Antonio Viola \| 21 de setembre de 1990 \| \| \| \| Genki Yamamoto \| 19 de novembre de 1991 \| \| \| \| Emanuele Onesti (1 de ago–31 de des, aprenent) \| 21 de juny de 1995 \| \| \| \| \| \| \| \| \| Font: ProCyclingStats \| \| \| \| |                        |                                     |  |
| Llista de l'equip 2015 |                        |                                     |  |
| Ciclista | Data de naixement      | Equip previ                         |  |
| Giacomo Berlato | 5 de febrer de 1992    | Zalf Euromobil Désirée Fior (2014)  |  |
| Alessandro Bisolti | 7 de març de 1985      | Idea (2012)                         |  |
| Didier Chaparro (16 de abr–31 de des) | 7 de juliol de 1987    |                                     |  |
| Daniele Colli | 19 de abril de 1982    | Neri Sottoli (2014)                 |  |
| Damiano Cunego | 19 de setembre de 1981 | Lampre-Merida (2014)                |  |
| Pierpaolo De Negri | 5 de juny de 1986      | Vini Fantini-Selle Italia (2013)    |  |
| Iuri Filosi | 17 de gener de 1992    | Colpack (2014)                      |  |
| Eduard-Michael Grosu | 4 de setembre de 1992  |                                     |  |
| Manabu Ishibashi | 30 de novembre de 1992 |                                     |  |
| Shiki Kuroeda | 8 de gener de 1992     |                                     |  |
| Alessandro Malaguti | 22 de setembre de 1987 | Androni Giocattoli-Venezuela (2013) |  |
| Nicolas Marini | 29 de juliol de 1993   | Zalf Euromobil Désirée Fior (2014)  |  |
| Antonio Nibali | 23 de setembre de 1992 | Marchiol Emisfero (2014)            |  |
| Mattia Pozzo | 26 de gener de 1989    | Southeast (2015)                    |  |
| Riccardo Stacchiotti | 8 de novembre de 1991  |                                     |  |
| Antonio Viola | 21 de setembre de 1990 |                                     |  |
| Genki Yamamoto | 19 de novembre de 1991 |                                     |  |
| Emanuele Onesti (1 de ago–31 de des, aprenent) | 21 de juny de 1995     |                                     |  |
| |                        |                                     |  |
| Font: ProCyclingStats |                        |                                     |  |

| \| Llista de l'equip 2016 \| Llista de l'equip 2016 \| Llista de l'equip 2016 \| Llista de l'equip 2016 \| \| Ciclista \| Data de naixement \| Equip previ \| \| \| -------------------------------------------------------- \| ---------------------- \| ---------------------------------- \| ---------------------- \| \| Giacomo Berlato \| 5 de febrer de 1992 \| Zalf Euromobil Désirée Fior (2014) \| \| \| Alessandro Bisolti \| 7 de març de 1985 \| Idea (2012) \| \| \| Grega Bole \| 13 de agost de 1985 \| CCC Sprandi Polkowice (2015) \| \| \| Daniele Colli \| 19 de abril de 1982 \| Neri Sottoli (2014) \| \| \| Damiano Cunego \| 19 de setembre de 1981 \| Lampre-Merida (2014) \| \| \| Pierpaolo De Negri \| 5 de juny de 1986 \| Vini Fantini-Selle Italia (2013) \| \| \| Iuri Filosi \| 17 de gener de 1992 \| Colpack (2014) \| \| \| Eduard-Michael Grosu \| 4 de setembre de 1992 \| \| \| \| Manabu Ishibashi \| 30 de novembre de 1992 \| \| \| \| Yūma Koishi \| 15 de setembre de 1993 \| CCT-Champion System (2015) \| \| \| Kazushige Kuboki \| 6 de juny de 1989 \| Team Ukyo (2015) \| \| \| Nicolas Marini \| 29 de juliol de 1993 \| Zalf Euromobil Désirée Fior (2014) \| \| \| Antonio Nibali \| 23 de setembre de 1992 \| Marchiol Emisfero (2014) \| \| \| Riccardo Stacchiotti \| 8 de novembre de 1991 \| \| \| \| Antonio Viola \| 21 de setembre de 1990 \| \| \| \| Genki Yamamoto \| 19 de novembre de 1991 \| \| \| \| Gianfranco Zilioli \| 5 de març de 1990 \| Androni Giocattoli-Sidermec (2015) \| \| \| Nicola Bagioli (1 de ago–31 de des, aprenent) \| 19 de febrer de 1995 \| Zalf Euromobil Désirée Fior (2016) \| \| \| David Gaona Vázquez (1 de ago–31 de des, aprenent) \| 18 de març de 2025 \| \| \| \| Marino Kobayashi (1 de ago–31 de des, aprenent) \| 1 de juliol de 1994 \| \| \| \| \| \| \| \| \| Fonts: ProCyclingStats Cycling Quotient Cycling Archives \| \| \| \| |                        |                                    |  |
| Llista de l'equip 2016 |                        |                                    |  |
| Ciclista | Data de naixement      | Equip previ                        |  |
| Giacomo Berlato | 5 de febrer de 1992    | Zalf Euromobil Désirée Fior (2014) |  |
| Alessandro Bisolti | 7 de març de 1985      | Idea (2012)                        |  |
| Grega Bole | 13 de agost de 1985    | CCC Sprandi Polkowice (2015)       |  |
| Daniele Colli | 19 de abril de 1982    | Neri Sottoli (2014)                |  |
| Damiano Cunego | 19 de setembre de 1981 | Lampre-Merida (2014)               |  |
| Pierpaolo De Negri | 5 de juny de 1986      | Vini Fantini-Selle Italia (2013)   |  |
| Iuri Filosi | 17 de gener de 1992    | Colpack (2014)                     |  |
| Eduard-Michael Grosu | 4 de setembre de 1992  |                                    |  |
| Manabu Ishibashi | 30 de novembre de 1992 |                                    |  |
| Yūma Koishi | 15 de setembre de 1993 | CCT-Champion System (2015)         |  |
| Kazushige Kuboki | 6 de juny de 1989      | Team Ukyo (2015)                   |  |
| Nicolas Marini | 29 de juliol de 1993   | Zalf Euromobil Désirée Fior (2014) |  |
| Antonio Nibali | 23 de setembre de 1992 | Marchiol Emisfero (2014)           |  |
| Riccardo Stacchiotti | 8 de novembre de 1991  |                                    |  |
| Antonio Viola | 21 de setembre de 1990 |                                    |  |
| Genki Yamamoto | 19 de novembre de 1991 |                                    |  |
| Gianfranco Zilioli | 5 de març de 1990      | Androni Giocattoli-Sidermec (2015) |  |
| Nicola Bagioli (1 de ago–31 de des, aprenent) | 19 de febrer de 1995   | Zalf Euromobil Désirée Fior (2016) |  |
| David Gaona Vázquez (1 de ago–31 de des, aprenent) | 18 de març de 2025     |                                    |  |
| Marino Kobayashi (1 de ago–31 de des, aprenent) | 1 de juliol de 1994    |                                    |  |
| |                        |                                    |  |
| Fonts: ProCyclingStats Cycling Quotient Cycling Archives |                        |                                    |  |

| \| Llista de l'equip 2017 \| Llista de l'equip 2017 \| Llista de l'equip 2017 \| Llista de l'equip 2017 \| \| Ciclista \| Data de naixement \| Equip previ \| \| \| -------------------------------------------------------- \| ---------------------- \| ------------------------------------------ \| ---------------------- \| \| Julián David Arredondo Moreno \| 30 de juliol de 1988 \| Trek-Segafredo (2016) \| \| \| Nicola Bagioli \| 19 de febrer de 1995 \| Zalf Euromobil Désirée Fior (2016) \| \| \| Giacomo Berlato \| 5 de febrer de 1992 \| Zalf Euromobil Désirée Fior (2014) \| \| \| Alessandro Bisolti \| 7 de març de 1985 \| Idea (2012) \| \| \| Marco Canola \| 26 de desembre de 1988 \| UnitedHealthcare (2016) \| \| \| Damiano Cunego \| 19 de setembre de 1981 \| Lampre-Merida (2014) \| \| \| Pierpaolo De Negri \| 5 de juny de 1986 \| Vini Fantini-Selle Italia (2013) \| \| \| Iuri Filosi \| 17 de gener de 1992 \| Colpack (2014) \| \| \| Eduard-Michael Grosu \| 4 de setembre de 1992 \| \| \| \| Masakazu Ito \| 12 de juny de 1988 \| Aisan Racing Team (2016) \| \| \| Marino Kobayashi \| 1 de juliol de 1994 \| \| \| \| Yūma Koishi \| 15 de setembre de 1993 \| CCT-Champion System (2015) \| \| \| Kazushige Kuboki \| 6 de juny de 1989 \| Team Ukyo (2015) \| \| \| Alan Marangoni \| 16 de juliol de 1984 \| Cannondale-Drapac (2016) \| \| \| Nicolas Marini \| 29 de juliol de 1993 \| Zalf Euromobil Désirée Fior (2014) \| \| \| Hideto Nakane \| 2 de maig de 1990 \| Aisan Racing Team (2016) \| \| \| Ivan Santaromita \| 30 de abril de 1984 \| Skydive Dubai-Al Ahli Club (2016) \| \| \| Riccardo Stacchiotti \| 8 de novembre de 1991 \| \| \| \| Kōhei Uchima \| 8 de novembre de 1988 \| Bridgestone Anchor (2016) \| \| \| Joan Bou (1 de jul–31 de des, aprenent) \| 16 de gener de 1997 \| Polartec-Fundación Alberto Contador (2017) \| \| \| Damiano Cima (1 de ago–31 de des, aprenent) \| 13 de setembre de 1993 \| Viris Maserati-Sisal Matchpoint (2017) \| \| \| Hiroki Nishimura (28 de jul–31 de des, aprenent) \| 20 de octubre de 1994 \| Shimano Racing Team (2017) \| \| \| \| \| \| \| \| Fonts: ProCyclingStats Cycling Quotient Cycling Archives \| \| \| \| |                        |                                            |  |
| Llista de l'equip 2017 |                        |                                            |  |
| Ciclista | Data de naixement      | Equip previ                                |  |
| Julián David Arredondo Moreno | 30 de juliol de 1988   | Trek-Segafredo (2016)                      |  |
| Nicola Bagioli | 19 de febrer de 1995   | Zalf Euromobil Désirée Fior (2016)         |  |
| Giacomo Berlato | 5 de febrer de 1992    | Zalf Euromobil Désirée Fior (2014)         |  |
| Alessandro Bisolti | 7 de març de 1985      | Idea (2012)                                |  |
| Marco Canola | 26 de desembre de 1988 | UnitedHealthcare (2016)                    |  |
| Damiano Cunego | 19 de setembre de 1981 | Lampre-Merida (2014)                       |  |
| Pierpaolo De Negri | 5 de juny de 1986      | Vini Fantini-Selle Italia (2013)           |  |
| Iuri Filosi | 17 de gener de 1992    | Colpack (2014)                             |  |
| Eduard-Michael Grosu | 4 de setembre de 1992  |                                            |  |
| Masakazu Ito | 12 de juny de 1988     | Aisan Racing Team (2016)                   |  |
| Marino Kobayashi | 1 de juliol de 1994    |                                            |  |
| Yūma Koishi | 15 de setembre de 1993 | CCT-Champion System (2015)                 |  |
| Kazushige Kuboki | 6 de juny de 1989      | Team Ukyo (2015)                           |  |
| Alan Marangoni | 16 de juliol de 1984   | Cannondale-Drapac (2016)                   |  |
| Nicolas Marini | 29 de juliol de 1993   | Zalf Euromobil Désirée Fior (2014)         |  |
| Hideto Nakane | 2 de maig de 1990      | Aisan Racing Team (2016)                   |  |
| Ivan Santaromita | 30 de abril de 1984    | Skydive Dubai-Al Ahli Club (2016)          |  |
| Riccardo Stacchiotti | 8 de novembre de 1991  |                                            |  |
| Kōhei Uchima | 8 de novembre de 1988  | Bridgestone Anchor (2016)                  |  |
| Joan Bou (1 de jul–31 de des, aprenent) | 16 de gener de 1997    | Polartec-Fundación Alberto Contador (2017) |  |
| Damiano Cima (1 de ago–31 de des, aprenent) | 13 de setembre de 1993 | Viris Maserati-Sisal Matchpoint (2017)     |  |
| Hiroki Nishimura (28 de jul–31 de des, aprenent) | 20 de octubre de 1994  | Shimano Racing Team (2017)                 |  |
| |                        |                                            |  |
| Fonts: ProCyclingStats Cycling Quotient Cycling Archives |                        |                                            |  |

| \| Llista de l'equip 2018 \| Llista de l'equip 2018 \| Llista de l'equip 2018 \| Llista de l'equip 2018 \| \| Ciclista \| Data de naixement \| Equip previ \| \| \| ------------------------------------------------ \| ---------------------- \| ------------------------------------------ \| ---------------------- \| \| Nicola Bagioli \| 19 de febrer de 1995 \| Zalf Euromobil Désirée Fior (2016) \| \| \| Joan Bou \| 16 de gener de 1997 \| Polartec-Fundación Alberto Contador (2017) \| \| \| Marco Canola \| 26 de desembre de 1988 \| UnitedHealthcare (2016) \| \| \| Imerio Cima \| 29 de octubre de 1997 \| Viris Maserati-Sisal Matchpoint (2017) \| \| \| Damiano Cima \| 13 de setembre de 1993 \| Viris Maserati-Sisal Matchpoint (2017) \| \| \| Damiano Cunego \| 19 de setembre de 1981 \| Lampre-Merida (2014) \| \| \| Eduard-Michael Grosu \| 4 de setembre de 1992 \| \| \| \| Sho Hatsuyama \| 17 de agost de 1988 \| Bridgestone Anchor (2017) \| \| \| Masakazu Ito \| 12 de juny de 1988 \| Aisan Racing Team (2016) \| \| \| Marino Kobayashi \| 1 de juliol de 1994 \| \| \| \| Alan Marangoni \| 16 de juliol de 1984 \| Cannondale-Drapac (2016) \| \| \| Hideto Nakane \| 2 de maig de 1990 \| Aisan Racing Team (2016) \| \| \| Hiroki Nishimura \| 20 de octubre de 1994 \| Shimano Racing Team (2017) \| \| \| Simone Ponzi \| 17 de gener de 1987 \| CCC Sprandi Polkowice (2017) \| \| \| Ivan Santaromita \| 30 de abril de 1984 \| Skydive Dubai-Al Ahli Club (2016) \| \| \| Marco Tizza \| 6 de febrer de 1992 \| GM Europa Ovini (2017) \| \| \| Kōhei Uchima \| 8 de novembre de 1988 \| Bridgestone Anchor (2016) \| \| \| Hayato Yoshida \| 19 de maig de 1989 \| Matrix Powertag (2017) \| \| \| Filippo Zaccanti \| 12 de setembre de 1995 \| Colpack (2017) \| \| \| Juan José Lobato del Valle (21 de feb–31 de des) \| 30 de desembre de 1988 \| LottoNL-Jumbo (2017) \| \| \| \| \| \| \| \| Fonts: ProCyclingStats Cycling Quotient \| \| \| \| |                        |                                            |  |
| Llista de l'equip 2018 |                        |                                            |  |
| Ciclista | Data de naixement      | Equip previ                                |  |
| Nicola Bagioli | 19 de febrer de 1995   | Zalf Euromobil Désirée Fior (2016)         |  |
| Joan Bou | 16 de gener de 1997    | Polartec-Fundación Alberto Contador (2017) |  |
| Marco Canola | 26 de desembre de 1988 | UnitedHealthcare (2016)                    |  |
| Imerio Cima | 29 de octubre de 1997  | Viris Maserati-Sisal Matchpoint (2017)     |  |
| Damiano Cima | 13 de setembre de 1993 | Viris Maserati-Sisal Matchpoint (2017)     |  |
| Damiano Cunego | 19 de setembre de 1981 | Lampre-Merida (2014)                       |  |
| Eduard-Michael Grosu | 4 de setembre de 1992  |                                            |  |
| Sho Hatsuyama | 17 de agost de 1988    | Bridgestone Anchor (2017)                  |  |
| Masakazu Ito | 12 de juny de 1988     | Aisan Racing Team (2016)                   |  |
| Marino Kobayashi | 1 de juliol de 1994    |                                            |  |
| Alan Marangoni | 16 de juliol de 1984   | Cannondale-Drapac (2016)                   |  |
| Hideto Nakane | 2 de maig de 1990      | Aisan Racing Team (2016)                   |  |
| Hiroki Nishimura | 20 de octubre de 1994  | Shimano Racing Team (2017)                 |  |
| Simone Ponzi | 17 de gener de 1987    | CCC Sprandi Polkowice (2017)               |  |
| Ivan Santaromita | 30 de abril de 1984    | Skydive Dubai-Al Ahli Club (2016)          |  |
| Marco Tizza | 6 de febrer de 1992    | GM Europa Ovini (2017)                     |  |
| Kōhei Uchima | 8 de novembre de 1988  | Bridgestone Anchor (2016)                  |  |
| Hayato Yoshida | 19 de maig de 1989     | Matrix Powertag (2017)                     |  |
| Filippo Zaccanti | 12 de setembre de 1995 | Colpack (2017)                             |  |
| Juan José Lobato del Valle (21 de feb–31 de des) | 30 de desembre de 1988 | LottoNL-Jumbo (2017)                       |  |
| |                        |                                            |  |
| Fonts: ProCyclingStats Cycling Quotient |                        |                                            |  |

## Classificacions UCI

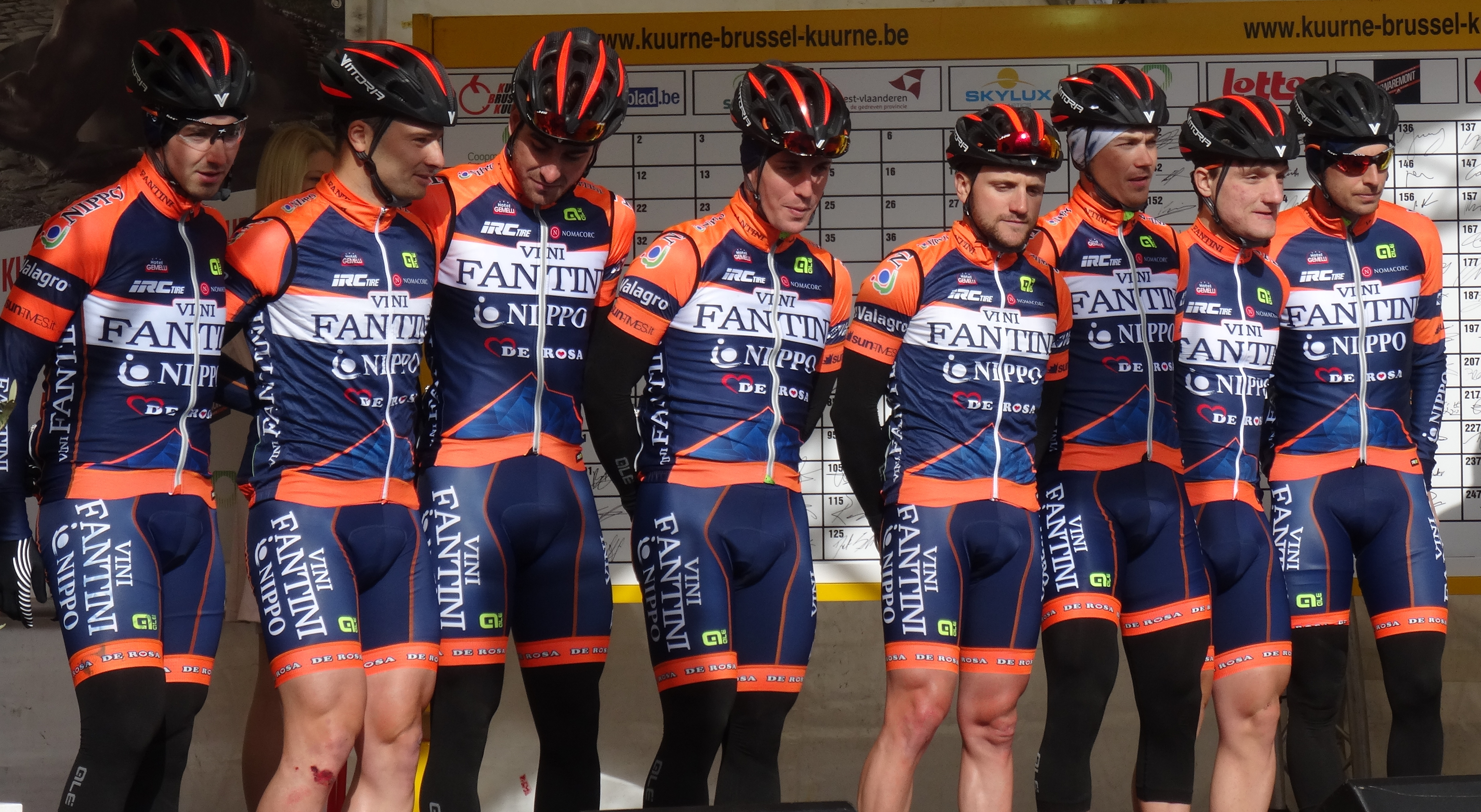
L'equip al 2015

A partir del 2008 l'equip s'incorpora als circuits continentals de ciclisme i en particular l'UCI Amèrica Tour, l'UCI Àsia Tour i l'UCI Europa Tour. La taula presenta les classificacions de l'equip al circuit, així com el millor ciclista individual.
UCI Àfrica Tour
| Temporada | Classificació per equips | Millor ciclista en la classificació individual |
| --------- | ------------------------ | ---------------------------------------------- |
| 2011      | 13è                      | Bernardo Riccio (79è)                          |
| 2013      | 13è                      | Fortunato Baliani (76è)                        |
| 2014      | 20è                      | Willie Smit (102è)                             |

UCI Amèrica Tour
| Temporada | Classificació per equips | Millor ciclista en la classificació individual |
| --------- | ------------------------ | ---------------------------------------------- |
| 2008      | 31è                      | Miguel Ángel Rubiano (137è)                    |
| 2011      | 14è                      | Miguel Ángel Rubiano (71è)                     |
| 2012      | 5è                       | Maximiliano Richeze (2n)                       |
| 2015      | 44è                      | Nicolas Marini (336è)                          |
| 2016      | 47è                      | Damiano Cunego (441è)                          |
| 2017      | 30è                      | Marco Canola (96è)                             |
| 2018      | 42è                      | Ivan Santaromita (413è)                        |

UCI Àsia Tour
| Temporada | Classificació per equips | Millor ciclista en la classificació individual |
| --------- | ------------------------ | ---------------------------------------------- |
| 2008      | 36è                      | Muradjan Khalmuratov (98è)                     |
| 2011      | 10è                      | Miguel Ángel Rubiano (34è)                     |
| 2012      | 4t                       | Maximiliano Richeze (9è)                       |
| 2013      | 2n                       | Julián Arredondo (1r)                          |
| 2014      | 8è                       | Grega Bole (7è)                                |
| 2015      | 4t                       | Nicolas Marini (12è)                           |
| 2016      | 6è                       | Grega Bole (54è)                               |
| 2017      | 5è                       | Marco Canola (6è)                              |
| 2018      | 9è                       | Hideto Nakane (21è)                            |

UCI Europa Tour
| Temporada | Classificació per equips | Millor ciclista en la classificació individual |
| --------- | ------------------------ | ---------------------------------------------- |
| 2008      | 37è                      | Daniele Callegarin (128è)                      |
| 2009      | 12è                      | Daniele Callegarin (21è)                       |
| 2010      | 56è                      | Luca Ascani (250è)                             |
| 2011      | 17è                      | Fortunato Baliani (28è)                        |
| 2012      | 59è                      | Maximiliano Richeze (82è)                      |
| 2013      | 70è                      | Leonardo Pinizzotto (271è)                     |
| 2014      | 24è                      | Grega Bole (19è)                               |
| 2015      | 41è                      | Damiano Cunego (74è)                           |
| 2016      | 29è                      | Grega Bole (81è)                               |
| 2017      | 13è                      | Marco Canola (13è)                             |
| 2018      | 9è                       | Marco Canola (21è)                             |

UCI Oceania Tour
| Temporada | Classificació per equips | Millor ciclista en la classificació individual |
| --------- | ------------------------ | ---------------------------------------------- |
| 2016      | 11è                      | Damiano Cunego (102è)                          |